# Вязанкин, Сергей Аркадьевич
Сергей Аркадьевич Вязанкин (31 января 1955, Белинский, Пензенская область) — главный инженер Московской железной дороги — филиала ОАО «РЖД» с апреля 2009 года по январь 2019 года.
Один из ключевых технических руководителей проекта реконструкции Малого кольца МЖД и организации на нём к 2016 году пассажирской линии городской электрички.
Под руководством Вязанкина осуществлены строительство нового моторвагонного депо для электропоездов «Ласточка», реконструкция и возвращение исторического облика к 70-летию Победы в мае 2015 года паровозного депо на станции Подмосковная в московском районе Сокол, а также ряд других крупных инфраструктурных проектов на МЖД.
31 января 2019 года, отработав на посту главного инженера МЖД почти 10 лет, Сергей Вязанкин ушёл в отставку в связи с переходом на пенсию.

## Биография

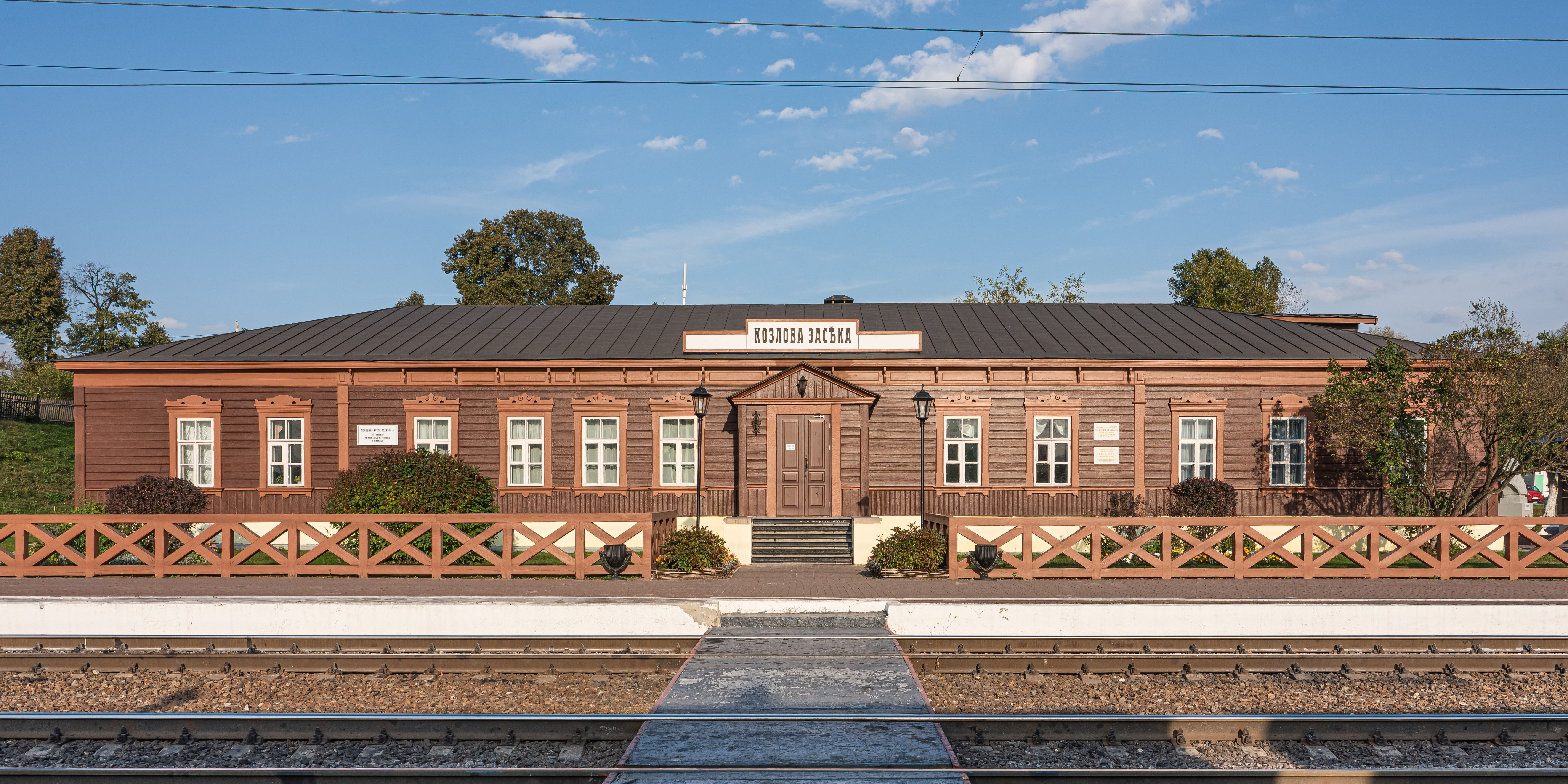
Станция Козлова Засека в 2001 году приобрела исконный вид под руководством Вязанкина

В 1974 году Сергей Вязанкин окончил Московский техникум железнодорожного транспорта им. Ф. Э. Дзержинского, в 1981 году — Московский ордена Ленина и ордена Трудового Красного Знамени институт инженеров железнодорожного транспорта (МИИТ). В 1974—1976 годах проходил срочную службу в Ракетных войсках стратегического назначения в городе Котовск Одесской области, где тогда были приняты на вооружение новые ракеты средней дальности СС-20.
В 1981 году начал работать старшим электромехаником дистанции контактной сети Тульского участка энергоснабжения Московской железной дороги. Был начальником дистанции контактной сети, заместителем начальника участка энергоснабжения, начальником отдела кадров, начальником дистанции энергоснабжения.
Окончил Академию народного хозяйства при Правительстве РФ, Российский государственный открытый технический университет путей сообщения (РГОТУПС).
Получив диплом инженера, Вязанкин 25 лет проработал на Тульском отделении МЖД, пройдя путь от электромеханика до начальника отделения. Под его руководством в 2001 году осуществлена, в частности, реконструкция и стилизация под первозданный вид станции Козлова Засека (бывш. станция Ясная Поляна) близ Музея-усадьбы Л. Н. Толстого «Ясная Поляна», проложен железнодорожный экскурсионный маршрут из Москвы.
С 2001 по 2006 год — начальник Тульского отделения МЖД, с 2006 по 2009 — начальник Московско-Рязанского отделения Московской магистрали. В апреле 2009 года назначен главным инженером МЖД.
К сентябрю 2016 года под техническим руководством Вязанкина была завершена, в основном, реконструкция Малого кольца МЖД под пассажирское движение, и оно открыто 10 сентября.
В 2017—2019 годах Вязанкин осуществлял техническое руководство начальным этапом проекта «Московские центральные диаметры».

## Деятельность и инновации

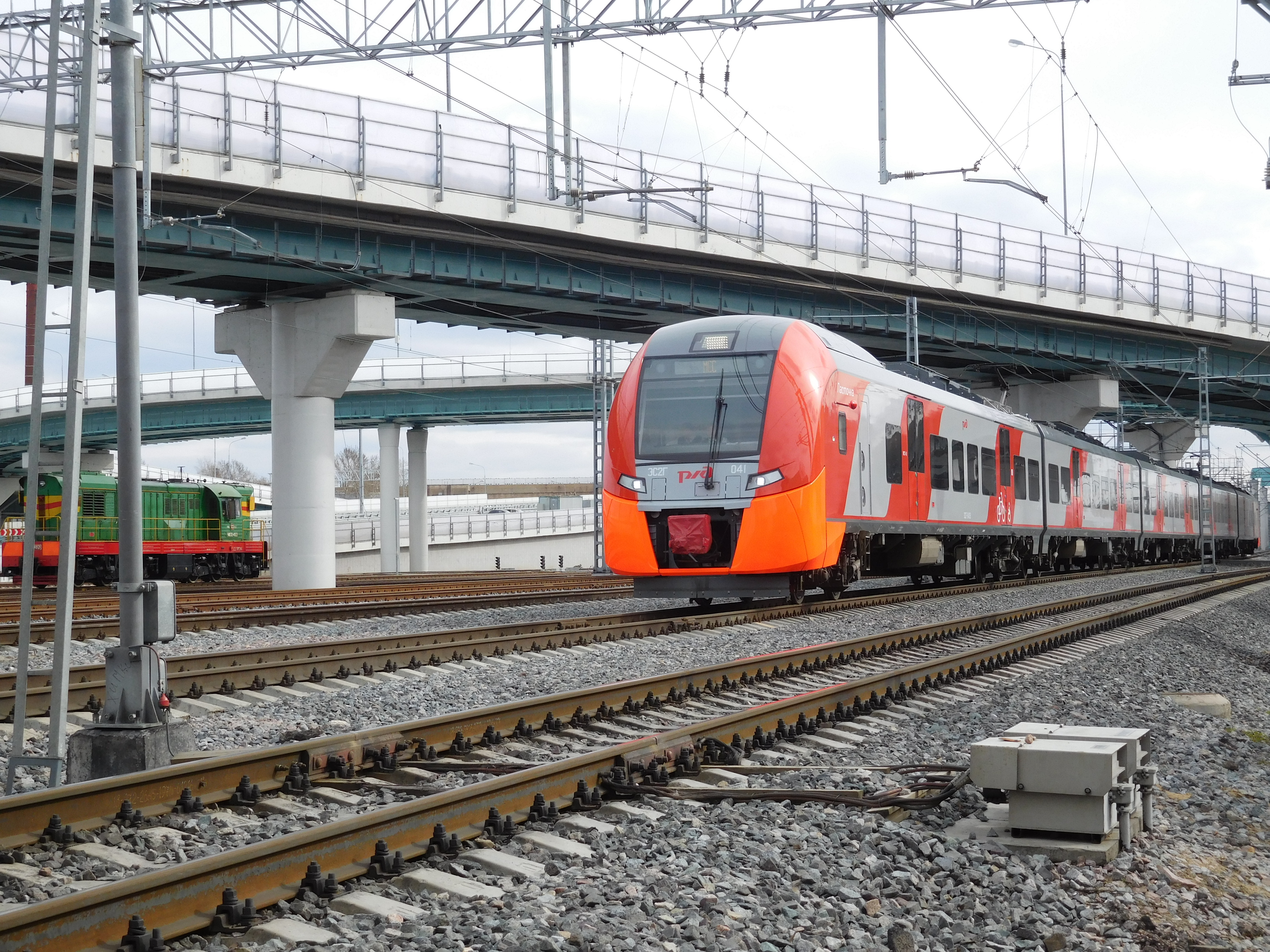
В 2011—2017 годах Сергей Вязанкин был одним из ключевых технических руководителей реконструкции Малого кольца МЖД под пассажирское движение

- В 2011 году Вязанкин реализовал инновационный проект автоматического гребнерельсосмазывания (АГРС), направленный на экономию энергии, эксплуатационных расходов от замен изношенных рельсов и колёсных пар локомотивов и вагонов, снижение количества обточек, снижение уровня шума и вибрации при движении железнодорожных составов через населённые пункты.[9][10]
- В 2011 внедрил светодиодное освещение на станциях и в локомотивных депо МЖД, что даёт экономию около 20 % расхода электроэнергии.[10]
- Вязанкин внедрил на МЖД технологию автоведения (когда поезд ведёт «автомашинист») вместо традиционного ручного режима ведения поезда машинистом. Является убеждённым сторонником вождения поезда в одно лицо, что внедрено на участке Москва — Узуново в 2013[10][11].
- Один из ключевых руководителей реализации проекта реконструкции, электрификации и запуска пассажирского движения по Малому кольцу МЖД в виде городского поезда[11][12]. Оптимальным типом подвижного состава для пассажирской маршрутной линии на кольце Вязанкин считал электропоезд ЭС2Г «Ласточка», который в итоге и был выбран РЖД[11].
- Под руководством Вязанкина построено универсальное депо Подмосковная в московском районе Сокол для обслуживания электропоездов пассажирской линии Малого кольца МЖД[11].
- В сетевом рейтинге главных инженеров за 2011 год по рационализаторской деятельности МЖД заняла второе место на сети[13].
- 18 июня 2012 открыт Технологический центр управления пригородным пассажирским комплексом Московской железной дороги на Комсомольской площади — самое современное и высокотехнологичное предприятие на инфраструктуре Российских железных дорог. В центре внедрены инновационная программа сервис-менеджер, другие новые программы и серверы, в области транспортной безопасности внедрён новейший метод автоматического обнаружения подозрительных лиц и бесхозных предметов по видеотрансляции. Строительство центра, как пилотного проекта ОАО «РЖД», осуществлялось по инициативе начальника МЖД Владимира Молдавера, под общим руководством Вязанкина, непосредственно реализацией проекта руководил его заместитель Александр Поздеев[13][14][15].
- В 2017 году в результате внедрения технологий бережливого производства под руководством Вязанкина на Московской железной дороге получен подтверждённый экономический эффект 35 млн рублей[16].
- 31 января 2019 года, в день своего 64-летия, Вязанкин ушёл в отставку по собственному желанию, в связи с переходом на пенсию. Его преемником на посту главного инженера МЖД стал Дмитрий Шустов, первый заместитель начальника Центра по развитию Московского транспортного узла ОАО «РЖД» Петра Кацыва[1][17][18].

## Факты
- При любом техническом сбое в ходе движения скоростных поездов «Ласточка» и «Сапсан» на мобильный телефон главного инженера МЖД немедленно приходит SMS-сообщение.
- Много лет дружит и совместно работает над проектами с директором музея-усадьбы «Ясная Поляна», праправнуком писателя Владимиром Толстым.
- Вязанкину принадлежат воспоминания о литерном поезде Л. И. Брежнева[19].

## Награды
- Два знака «Почётный железнодорожник» (2005 — за успешное руководство Тульским отделением МЖД, 2017 — за строительство Московского центрального кольца)[1].
- Медаль «За развитие железных дорог»[6].

## Семья
Женат, супруга Ольга Александровна Клепикова – начальник финансового отдела Московской дирекции управления движением. У Сергея Вязанкина есть дочь Ирина, внучка Виолетта.